# РК Бјеловар
Партизан преусмерава овде. За остала значења види Партизан (вишезначна одредница)
РК Бјеловар је хрватски рукометни клуб из Бјеловара. Основан је 1955. године. Током СФР Југославије клуб се звао Партизан, а након проглашења Хрватске независности 1991. године, узето је тренутно име. Клуб се тренутно такмичи у Премијер лиги Хрватске.

## Трофеји

### Национални
- Првенство Југославије:
  - Првак (9): 1958, 1961, 1967, 1968, 1970, 1971, 1972, 1977, 1979.

- Куп Југославије:
  - Освајач (3): 1960, 1968, 1976.

### Међународни
- Куп европских шампиона:
  - Победник (1): 1972.
  - Финалиста (2): 1962, 1973.
  - Полуфинале (2): 1968, 1971.

- Куп победника купова:
  - Полуфинале (1): 1977.